# 돌비 SR

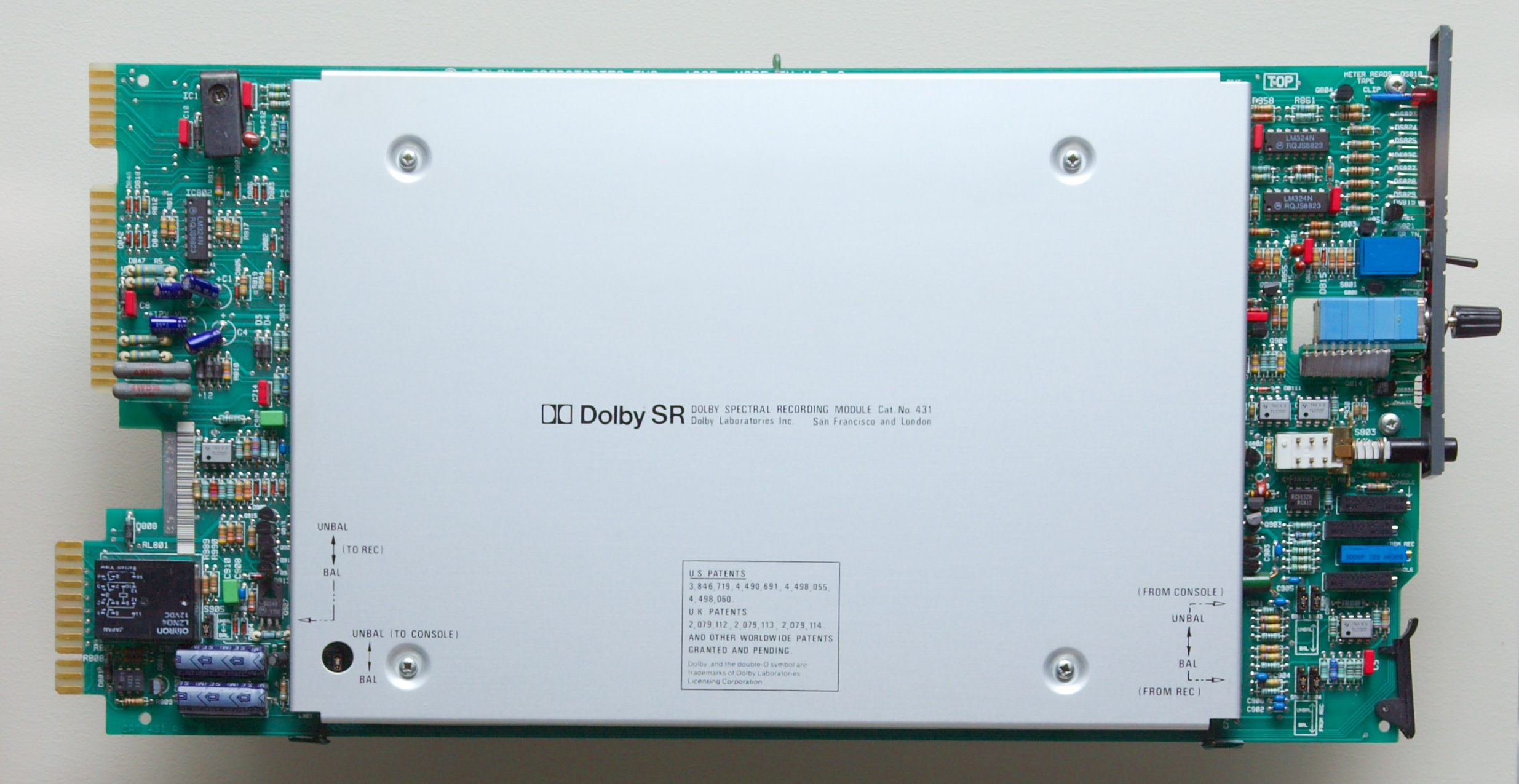
멀티트랙 스테이션용 돌비 SR 카드.

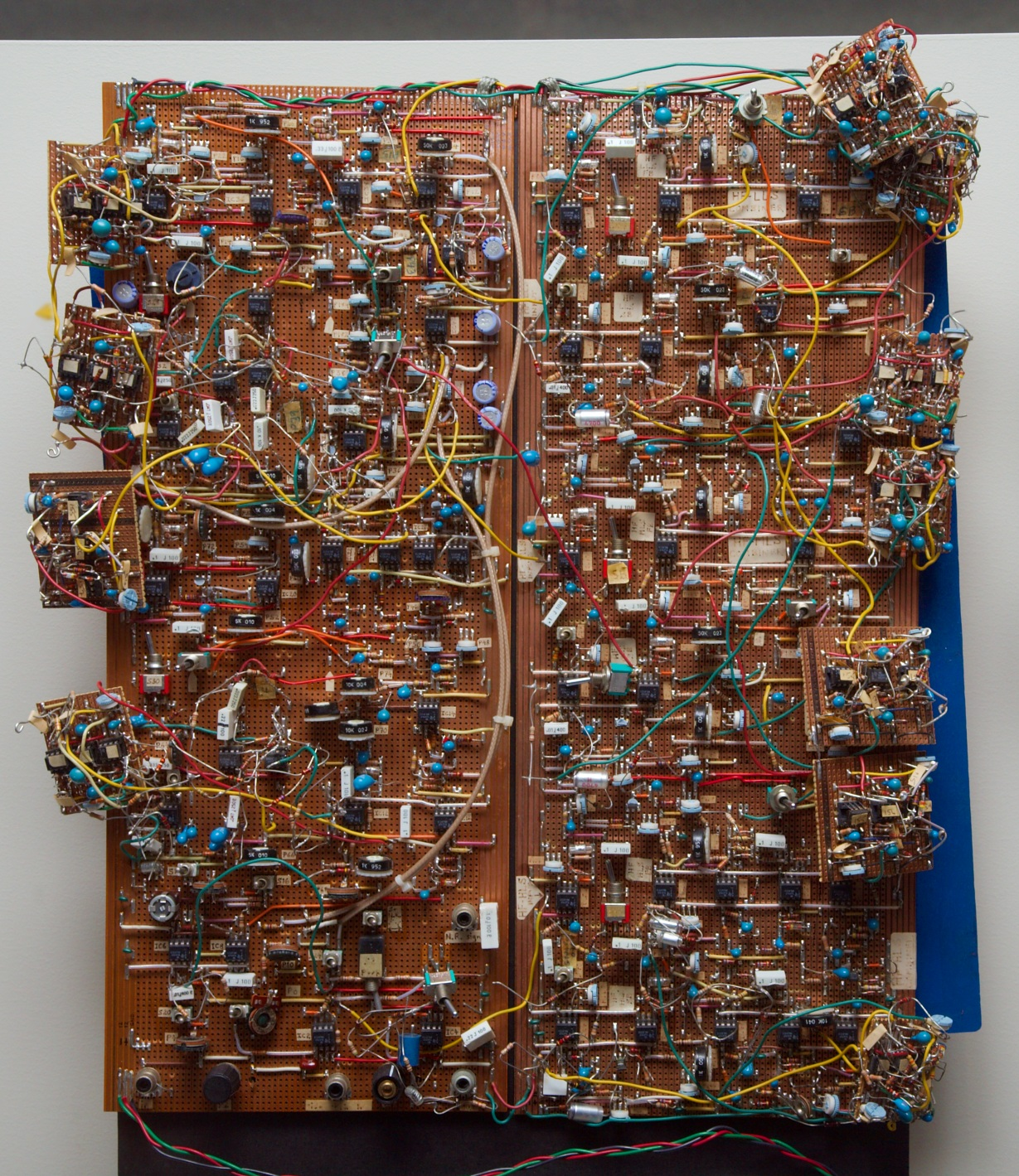
천공 기판으로 레이 돌비가 제작한 돌비 SR 인코더/디코더의 첫 프로토타입.

돌비 SR(Dolby SR, 스펙트럴 레코딩, Spectral Recording) 잡음 감소 형식은 돌비 래버러토리스가 개발하였으며 1986년부터 전문 오디오 분야에서, 1980년대 후반부터는 영화 오디오 분야에서 널리 사용되었다. 이는 돌비의 이전 형식들을 개량한 버전으로, 돌비 A, B, C의 측면(예: 슬라이딩 밴드 및 고정 밴드 압신기)을 결합하여 아날로그 녹음 및 전송의 동적 범위(즉, 피크 레벨과 잡음 레벨 사이의 데시벨 범위)를 최대 25dB까지 향상시켰다.
돌비 SR은 녹음 및 후반 작업 엔지니어, 방송인, 기타 오디오 전문가에 의해 많은 현대 전문 오디오 아날로그(즉, 테이프) 녹음에 사용된다. 거의 모든 35mm 필름 릴리스 프린트에서 광학 아날로그 형식으로 사용되며, 돌비 디지털이 있을 때 항상 함께 사용되는 광학 아날로그 형식이다.
돌비 SR은 원래 돌비의 Cat. 280 카드에 구현되었으며, 이는 Cat. 22 A형 잡음 감소 카드와 핀 호환이 가능했다. 따라서 Cat. 22 카드를 사용하는 장치는 Cat. 22를 Cat. 280으로 교체하여 A에서 SR로 업그레이드할 수 있었다. Cat. 280 카드는 돌비의 모델 361 프레임을 포함한 많은 장치에서 작동한다. 일부 돌비 시네마 프로세서에는 디코딩(재생) 전용으로 작동하는 특별 버전인 Cat. 280T가 필요하다.

## 같이 보기
- 돌비 잡음 감소 시스템
- 돌비 서라운드
- 돌비 디지털